# Махово (Вологодская область)
Махово — деревня в Чагодощенском районе Вологодской области.
Входит в состав Покровского сельского поселения, с точки зрения административно-территориального деления — в Покровский сельсовет.
Расстояние по автодороге до районного центра Чагоды — 56 км, до центра муниципального образования села Покровское — 6 км. Ближайшие населённые пункты — Окулово, Покровское, Фишово.
По переписи 2002 года население — 2 человека.